# Frédéric II (grand-duc de Bade)
Frédéric II de Bade (en allemand : Friedrich II von Baden), né le 9 juillet 1857 à Karlsruhe et mort le 8 août 1928 à Badenweiler, est grand-duc de Bade de 1907 à son abdication le 22 novembre 1918.

## Famille
Fils de Frédéric Ier de Bade (1826 – 1907) et de Louise de Prusse (1838 – 1923), il est le frère de la reine Victoria de Suède, et le petit-fils maternel du Kaiser Guillaume Ier.
Frédéric II de Bade épouse au château d'Hohenburg (de) le 20 septembre 1885 Hilda de Nassau (1864 – 1952), fille du duc Adolphe de Nassau, qui devient grand-duc de Luxembourg en 1890, et d'Adélaïde d'Anhalt-Dessau (sans postérité).

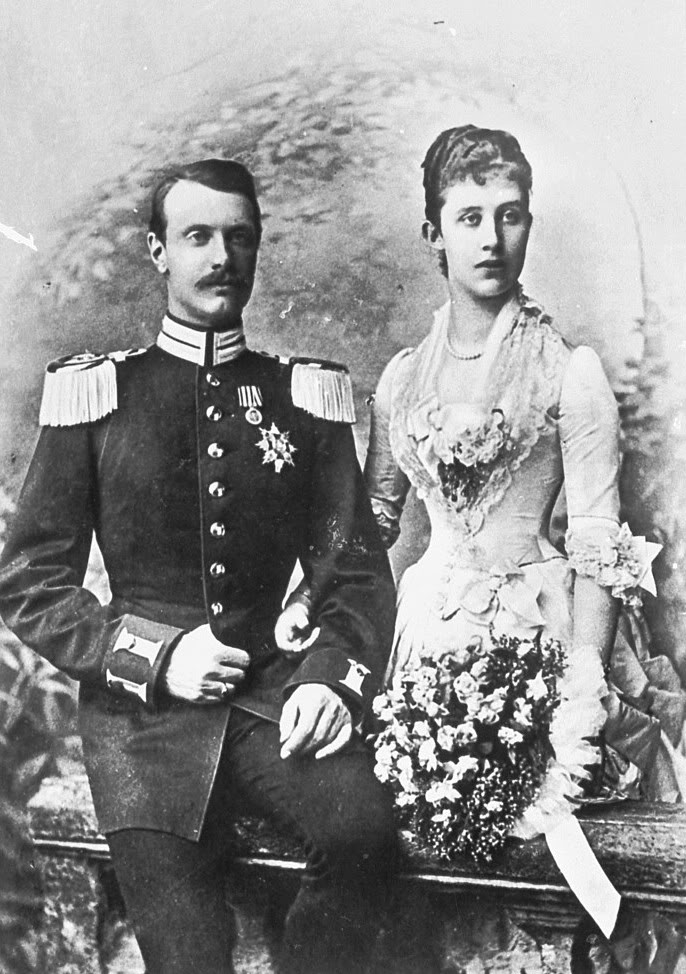
Le grand-duc héritier et la princesse Hilda de Nassau (1885)
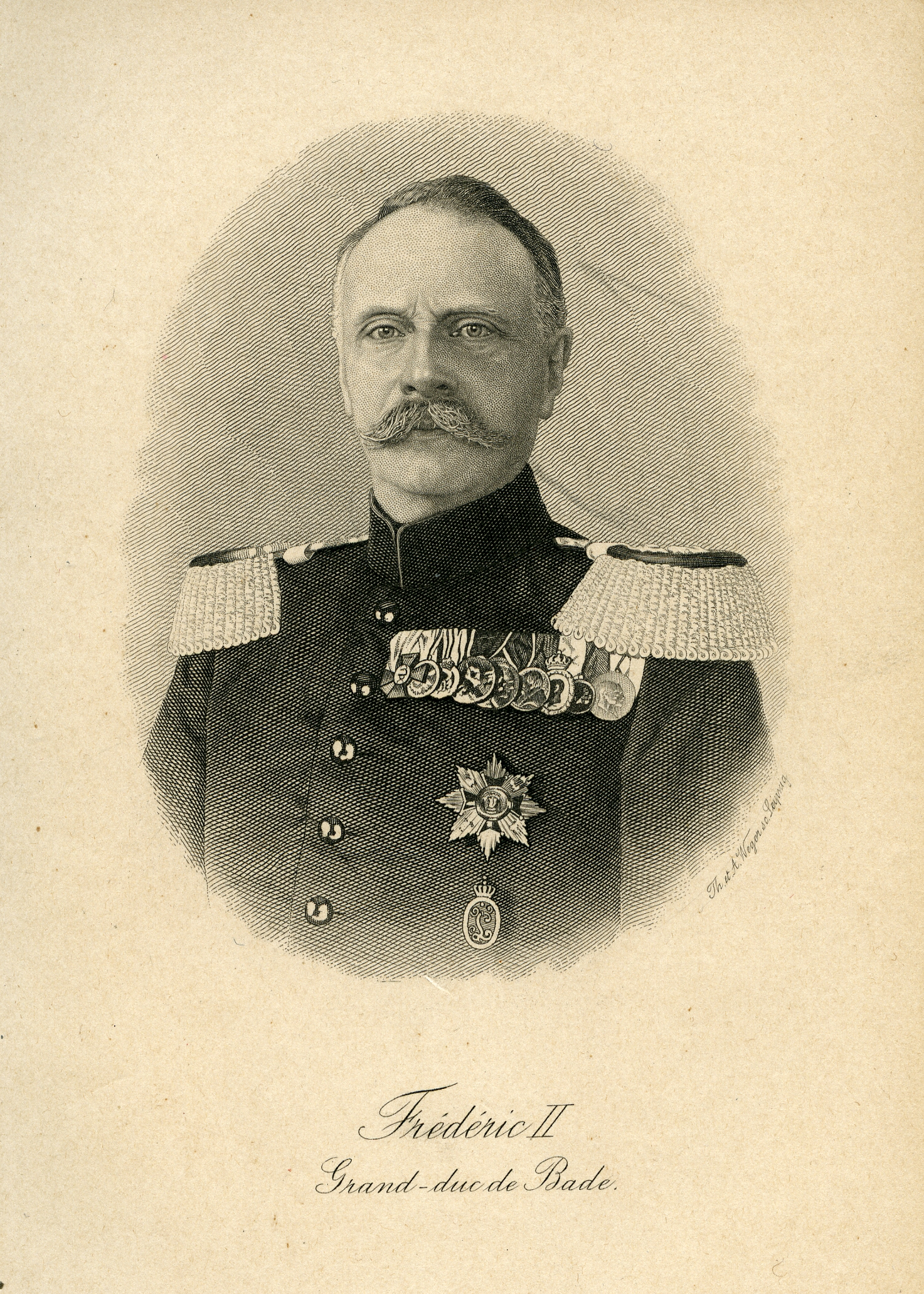
Le grand-duc de Bade (1907)

## Biographie
Bien qu'il soit parfois menacé de mutation[Quoi ?], il réussit à passer son baccalauréat en 1875 et commence ensuite son service militaire en tant que lieutenant dans le 109e régiment de grenadiers (de) à Karlsruhe.
Il est étudiant à l'université de Heidelberg et membre des corps Saxo-Borussia Heidelberg, Borussia Bonn, Suevia Heidelberg et de la Verbindung Rupertia (de) de Heidelberg.
Il perd prématurément son frère Louis de Bade en 1888.
Frédéric avait déjà pris la régence de novembre 1881 à octobre 1882 car son père était alors gravement atteint du typhus. Il a repris le gouvernement après la mort de Frédéric Ier, le 28 septembre 1907. Essentiellement, il a poursuivi la politique libérale de son père. C'est sous son règne que fut fondée l'école de commerce de Mannheim, d'où émergea l'université de Mannheim (1908). Il fit agrandir la Kunsthalle de Karlsruhe (1909), déjà planifiée par son père et dédiée à l'œuvre de Hans Thoma. Ses gouvernements furent dirigés par les ministres d'État Alexander von Dusch (1905-1917) et Heinrich von und zu Bodman (de) (1917-1918). Après la démission de Bodman, le dernier gouvernement de Frédéric II est formé le 10 novembre 1918 sous la direction du social-démocrate Anton Geiß, sans que le grand-duc ne participe à sa nomination.
Comme tous les souverains et princes allemands, il dut abdiquer à la suite de l'armistice qui mit fin à la Première Guerre mondiale, le 11 novembre 1918 ; il n'abdiqua que le 22 novembre. Il était très populaire et les Badois voulaient conserver un régime monarchique, mais il quitta son palais à la suite d'un scandale provoqué par un soldat ivre qui appelait le peuple badois au massacre de la famille régnante. Par la suite, ce soldat fut condamné pour « tapage nocturne ». Après que des fusillades eurent éclaté devant le château de Karlsruhe, Frédéric se retira d'abord au château de Zwingenberg (de). Le 22 novembre 1918, il signa le document au château de Langenstein (de) près d'Eigeltingen à Hegau, selon lequel il renonçait au trône de Bade.
Frédéric II vécut d'abord avec son épouse Hilda au château de Langenstein qui appartenait au comte Robert Douglas (1880-1955) et qui leur donna l'hospitalité, puis en 1920 il s'installa à Fribourg. De temps en temps il partait faire des cures à Baden-Baden ou à Badenweiler et vécut totalement retiré. Son mariage était resté sans enfant, aussi adoptèrent-ils pour des raisons de patrimoine le fils de leur cousin Max de Bade, le 8 août 1927, Berthold de Bade. La raison en était que les biens de la Maison de Bade seraient autrement passés à la République de Bade après la mort de Frédéric, conformément à l'accord d'indemnité de départ du 7 mai 1919, car ces biens ne pouvaient être hérités que dans la lignée masculine de la maison grand-ducale
Il est inhumé dans la chapelle funéraire grand-ducale qui se trouve au Fasanengarten (jardin du château des Faisans) à Karlsruhe.
Frédéric II est issu de la quatrième branche de la maison de Bade, elle-même issue de la première branche de la maison ducale de Bade. Il appartient à la lignée de Bade-Durlach dite lignée Ernestine fondée par Ernest de Bade-Durlach ; cette lignée est actuellement représentée par le prince Bernard de Bade.

## Carrière militaire du grand-ducFrédéricIIde Bade
- 1875 : lieutenant (Leutnant)
- 1889 : colonel (Oberst)
- 1891 : général major (Generalmajor)
- 1897 : général lieutenant (Generalleutnant)
- 1897 : général d'infanterie (General der Infanterie)
- 1905 : général d'armée (Generaloberst)
- 1905 : général d'armée avec le titre d'un maréchal de campagne (Generaloberst mit dem Rang eines Generalfeldmarschall)